# Neptunus Rotterdam
Neptunus Rotterdam ist ein Baseball- und Softball-Club aus Rotterdam. Von 2014 bis 2017 hatte der Club einen Sponsorenvertrag mit der Good Intention Foundation, einer kulturfördernden Stiftung aus Curaçao, und davor mit der Consulting-Firma DOOR, weshalb er auch unter den Namen Curaçao Neptunus und DOOR Neptunus bekannt ist. Der Verein spielt in der Honkbal Hoofdklasse, der höchsten Spielklasse im niederländischen Baseball und ist dort mit 18 Meisterschaftstiteln Rekordmeister.

## Geschichte
Der Verein Neptunus Rotterdam wurde am 3. Mai 1943 als Baseball-Abteilung des RV & AV Neptunus gegründet. Am 17. Juni 1973 kam eine eigene Softball-Abteilung hinzu. Im Jahr 1981 konnte der Verein den ersten Meisterschaftstitel in der Honkbal Hoofdklasse gewinnen. Insgesamt hat das Team 18-mal die Liga für sich entschieden, darunter siebenmal in Folge im Zeitraum von 1999 bis 2005 und fünfmal in Folge von 2013 bis 2017. Zudem gewann das Team neunmal den CEB European Cup.

## Erfolge

### National
- Hoofdklasse: 18 Titel

1981, 1991, 1993, 1995, 1999, 2000, 2001, 2002, 2003, 2004, 2005, 2009, 2010, 2013, 2014, 2015, 2016, 2017
- KNBSB Cup: 14 Titel

1992, 1995, 1997, 1999, 2000, 2001, 2002, 2003, 2005, 2009, 2010, 2011, 2013, 2014, 2017

### International
- CEB European Cup: 9 Titel

1994, 1996, 2000, 2001, 2002, 2003, 2004, 2015, 2017